# João Gomes (Fußballspieler)
João Victor Gomes da Silva (* 12. Februar 2001 in Rio de Janeiro) ist ein brasilianischer Fußballspieler, der als zentraler Mittelfeldspieler für die Wolverhampton Wanderers und die brasilianische Nationalmannschaft spielt.

## Karriere

### Verein

#### Flamengo
João Gomes wuchs in Ramos, einem Vorort von Rio de Janeiro auf. Ab 2009 erhielt er seine fußballerische Ausbildung in den Jugendkategorien des CR Flamengo in seiner Heimatstadt. Hier gelang ihm 2020 der Sprung in den Profikader. Bis ins Jahr 2022 wurden ihm sukzessive immer mehr Spiele, auch in der Startelf, zugesprochen. Ohne einen Einsatz, gewann er mit Flamengo im Juli 2020 die Staatsmeisterschaft von Rio de Janeiro 2020. Sein Debüt für den Klub gab er am 21. Oktober 2020 in der Copa Libertadores 2020 gegen Atlético Junior aus Kolumbien. In der Partie wurde er nach der Halbzeitpause für Willian Arão eingewechselt. Kurz darauf, am 1. November 2020, gab Gomes seinen Einstand in der Campeonato Brasileiro de Futebol, der höchsten Spielklasse Brasiliens. Am 19. Spieltag der Série A 2020 traf sein Klub Zuhause auf den FC São Paulo. Bei dem 1:4 stand er in der Startelf und blieb bis zu Spielende auf dem Platz. Flamengo konnte im Februar 2021, aufgrund der COVID-19-Pandemie war die Saison verschoben worden, seine siebte Meisterschaft feiern. Gomes stand dabei in elf Spielen auf dem Platz (kein Tor). Am 11. April 2021 konnte er mit der Mannschaft den Sieg über den Copa-do-Brasil-2020-Sieger SE Palmeiras in der Supercopa do Brasil 2021 bejubeln. Bei dem entscheidenden Elfmeterschießen verwandelte er seinen zum zwischenzeitlichen 4:3 (Endstand: 6:5). Im Mai schloss sich die Titelverteidigung in der Staatsmeisterschaft an. In dem Turnier gelang ihm sein erstes Tor als Profi. Im Finalrückspiel gegen den Lokalrivalen Fluminense FC am 23. Mai wurde Gomes in der 85. Minute beim Stand von 2:1 für Gerson eingewechselt und erzielte zwei Minuten später den letzten Treffer der Partie. In der Série A 2021 wurde Flamengo Vizemeister hinter Atlético Mineiro. In der Meisterschaft bestritt Gomes 29 von 38 möglichen Spielen, davon 22 in der Startelf. Ein Tor erzielte er dabei nicht. Der Oktober 2022 wurde ein besonderer für Gomes. Zunächst konnte am 19. der SC Corinthians im Finale der Copa do Brasil 2022 (neun von zehn möglichen Einsätzen, zwei Tore) bezwungen werden und am 29. Athletico Paranaense im Finale der Copa Libertadores 2022 (zwölf von 13 möglichen Einsätzen, kein Tor).

#### Wolverhampton Wanderers
Im Januar 2023 wurde bekannt, dass João Gomes nach England zu den Wolverhampton Wanderers wechseln wird. Die Ablösesumme betrug 18,7 Millionen Euro. Der Kontrakt erhielt eine Laufzeit über fünf Jahre und enthielt eine Klausel über die mögliche Zahlung von bis zu weiteren 1,5 Millionen Euro, bei der Erreichung vorbestimmter Ziele. Des Weiteren erhält Flamengo 10 % aus zukünftigen Verkäufen des Spielers. Trotz besserer Konditionen, lehnte der Spieler ein konkurrierendes Angebot von Olympique Lyon ab.
Am 11. Februar 2023 gab Gomes seinen Einstand in der Premier League. Am 23. Spieltag der Premier League 2022/23 trat sein Klub auswärts beim FC Southampton an. In der Partie wurde er in der 70. Minute für Matheus Nunes eingewechselt und erzielte in der 87. den 2:1-Siegtreffer.

### Nationalmannschaft
2019 sollte João Gomes erstmals zu Spielen der zur U20-Auswahl eingeladen werden, sein Klub verweigerte aber die Freigabe, da sich dieser in der Finalrunde der Copa Libertadores 2019 befand. Im Oktober 2020 wurde er erneut eingeladen, kam aber zu keinen Einsätzen.
Anfang März 2023 wurde Gomes von Interimstrainer Ramon Menezes zu einem Testspiele gegen Marokko eingeladen., In dem Spiel saß er aber nur auf der Reservebank. Nachdem Dorival Júnior im Januar 2024 neuer Nationaltrainer wurde, wurde Gomes erneut zu Spielen eingeladen. Zunächst zu Testspielen gegen England und Spanien im März des Jahres. Sein Debüt gab er am 23. März gegen die Auswahl Englands. Bei dem 1:0-Erfolg stand Gomes die voll Spielzeit auf dem Platz.
Im Mai wurde Gomes dann in den Kader für die Copa América 2024 berufen.

## Erfolge
Flamengo
- Staatsmeisterschaft von Rio de Janeiro: 2020, 2021
- Campeonato Brasileiro de Futebol: 2020
- Supercopa do Brasil: 2021
- Copa do Brasil: 2022
- Copa Libertadores: 2022

Auszeichnungen
- Prêmio Craque do Brasileirão: 2022 Mannschaft des Jahres[12]

## Trivia
João Gomes praktiziert Brazilian Jiu-Jitsu und ist seit 30. Juni 2023 im Besitz des blauen Gürtels.